# Nuoto ai campionati mondiali di nuoto 2015 - 200 metri rana femminili
La gara dei 200 metri rana femminili si è svolta il 6 e 7 agosto 2015 presso la Kazan Arena e vi hanno preso parte 50 atleti provenienti da 42 nazioni. Le batterie e le semifinali si sono svolte, rispettivamente, la mattina e al sera del 6 agosto, mentre la finale ha avuto luogo la sera del 7 agosto.

## Medaglie
| Posizione | Atleta                                         | Paese                 |
| --------- | ---------------------------------------------- | --------------------- |
| Oro       | Kanako Watanabe                                | Giappone              |
| Argento   | Micah Lawrence                                 | Stati Uniti           |
| Bronzo    | Jessica Vall Rikke Møller Pedersen Shu Jinglin | Spagna Danimarca Cina |

## Record
Prima della manifestazione il record del mondo (WR) e il record dei campionati (CR) erano i seguenti.
| Record mondiale       | 2'19"11 | Rikke Møller Pedersen Danimarca | 1º agosto 2013 Barcellona, Spagna |
| Record dei campionati | 2'19"11 | Rikke Møller Pedersen Danimarca | 1º agosto 2013 Barcellona, Spagna |

## Risultati

### Batterie
| Posizione | Batteria | Corsia | Atleta                    | Nazionalità    | Tempo   | Note |
| --------- | -------- | ------ | ------------------------- | -------------- | ------- | ---- |
| 1         | 4        | 4      | Kanako Watanabe           | Giappone       | 2:23.29 | Q    |
| 2         | 4        | 3      | Micah Lawrence            | Stati Uniti    | 2:23.32 | Q    |
| 3         | 4        | 7      | Hrafnhildur Lúthersdóttir | Islanda        | 2:23.54 | Q    |
| 4         | 3        | 1      | Fanny Lecluyse            | Belgio         | 2:23.77 | Q    |
| 5         | 5        | 3      | Viktoriya Zeynep Gunes    | Turchia        | 2:23.81 | Q    |
| 6         | 5        | 4      | Rikke Møller Pedersen     | Danimarca      | 2:23.90 | Q    |
| 7         | 5        | 2      | Jessica Vall              | Spagna         | 2:23.97 | Q    |
| 8         | 4        | 6      | Vitalina Simonova         | Russia         | 2:23.99 | Q    |
| 9         | 4        | 5      | Taylor McKeown            | Australia      | 2:24.02 | Q    |
| 10        | 5        | 5      | Shi Jinglin               | Cina           | 2:24.09 | Q    |
| 11        | 3        | 3      | Kierra Smith              | Canada         | 2:24.12 | Q    |
| 12        | 5        | 6      | Tessa Wallace             | Australia      | 2:24.88 | Q    |
| 13        | 5        | 7      | Marina García Urzainqui   | Spagna         | 2:25.32 | Q    |
| 14        | 5        | 8      | Vanessa Grimberg          | Germania       | 2:25.74 | Q    |
| 15        | 3        | 4      | Rie Kanetō                | Giappone       | 2:25.75 | Q    |
| 16        | 5        | 1      | Jenna Laukkanen           | Finlandia      | 2:25.91 | Q    |
| 17        | 3        | 5      | Julija Efimova            | Russia         | 2:26.11 |      |
| 18        | 3        | 6      | Molly Renshaw             | Regno Unito    | 2:26.32 |      |
| 19        | 4        | 2      | Breeja Larson             | Stati Uniti    | 2:26.38 |      |
| 20        | 3        | 7      | Ilaria Scarcella          | Italia         | 2:26.40 |      |
| 21        | 3        | 2      | Martha McCabe             | Canada         | 2:26.51 |      |
| 22        | 5        | 0      | Martina Moravčíková       | Rep. Ceca      | 2:28.41 |      |
| 23        | 4        | 1      | Zhang Xinyu               | Cina           | 2:28.57 |      |
| 24        | 3        | 9      | Tanja Šmid                | Slovenia       | 2:28.64 |      |
| 25        | 3        | 8      | Yang Ji-won               | Corea del Sud  | 2:29.24 |      |
| 26        | 4        | 9      | Julia Sebastián           | Argentina      | 2:29.28 |      |
| 26        | 5        | 9      | Anna Sztankovics          | Ungheria       | 2:29.28 |      |
| 28        | 2        | 7      | Ana Radič                 | Croazia        | 2:29.71 |      |
| 29        | 3        | 0      | Fiona Doyle               | Irlanda        | 2:29.77 |      |
| 30        | 1        | 6      | Daniela Carrillo          | Messico        | 2:30.65 |      |
| 31        | 2        | 8      | Maria Romanjuk            | Estonia        | 2:31.37 |      |
| 32        | 2        | 5      | Raminta Dvariškytė        | Lituania       | 2:31.74 |      |
| 33        | 4        | 0      | Jung Seul-ki              | Corea del Sud  | 2:31.85 |      |
| 34        | 2        | 0      | Mercedes Toledo           | Venezuela      | 2:32.69 |      |
| 35        | 2        | 3      | Victoria Kaminskaya       | Portogallo     | 2:33.73 |      |
| 36        | 1        | 3      | Samantha Yeo              | Singapore      | 2:33.85 |      |
| 37        | 2        | 2      | Aļona Ribakova            | Lettonia       | 2:34.69 |      |
| 38        | 2        | 6      | Phiangkhwan Pawapotako    | Thailandia     | 2:34.77 |      |
| 39        | 1        | 5      | Daniela Lindemeier        | Namibia        | 2:35.17 |      |
| 40        | 2        | 1      | Jovana Bogdanović         | Serbia         | 2:35.88 |      |
| 41        | 4        | 8      | Anastasiya Malyavina      | Ucraina        | 2:36.49 |      |
| 42        | 2        | 4      | Dariya Talanova           | Kirghizistan   | 2:37.04 |      |
| 43        | 1        | 4      | Lin Pei-wun               | Taipei cinese  | 2:39.19 |      |
| 44        | 1        | 2      | Mihaela Bat               | Moldavia       | 2:40.57 |      |
| 45        | 2        | 9      | Sin Jin-hui               | Corea del Nord | 2:41.41 |      |
| 46        | 1        | 0      | Tilka Paljk               | Zambia         | 2:55.98 |      |
| 47        | 1        | 1      | Pilar Shimizu             | Guam           | 2:56.47 |      |
| 48        | 1        | 8      | Anum Bandey               | Pakistan       | 2:58.10 |      |
| 49        | 1        | 7      | Nooran Ba Matraf          | Yemen          | 3:07.78 |      |
| 50        | 1        | 9      | Sajina Aishath            | Maldive        | 3:16.50 |      |

### Semifinali
| Posizione | Semifinale | Corsia | Atleta                    | Nazionalità | Tempo   | Note |
| --------- | ---------- | ------ | ------------------------- | ----------- | ------- | ---- |
| 1         | 1          | 3      | Rikke Møller Pedersen     | Danimarca   | 2:21.99 | Q    |
| 2         | 1          | 4      | Micah Lawrence            | Stati Uniti | 2:22.04 | Q    |
| 3         | 2          | 4      | Kanako Watanabe           | Giappone    | 2:22.15 | Q    |
| 4         | 1          | 6      | Vitalina Simonova         | Russia      | 2:22.72 | Q    |
| 5         | 2          | 7      | Kierra Smith              | Canada      | 2:22.82 | Q    |
| 6         | 2          | 8      | Rie Kanetō                | Giappone    | 2:22.88 | Q    |
| 7         | 2          | 6      | Jessica Vall              | Spagna      | 2:22.90 | Q    |
| 8         | 1          | 2      | Shi Jinglin               | Cina        | 2:23.06 | QSO  |
| 8         | 2          | 5      | Hrafnhildur Lúthersdóttir | Islanda     | 2:23.06 | QSO  |
| 10        | 1          | 5      | Fanny Lecluyse            | Belgio      | 2:23.83 |      |
| 11        | 2          | 3      | Viktoriya Zeynep Gunes    | Turchia     | 2:24.01 |      |
| 12        | 2          | 2      | Taylor McKeown            | Australia   | 2:24.41 |      |
| 13        | 1          | 7      | Tessa Wallace             | Australia   | 2:24.68 |      |
| 14        | 1          | 1      | Vanessa Grimberg          | Germania    | 2:25.36 |      |
| 15        | 1          | 8      | Jenna Laukkanen           | Finlandia   | 2:25.45 |      |
| 16        | 2          | 1      | Marina García Urzainqui   | Spagna      | 2:25.52 |      |

### Spareggio
| Posizione | Corsia | Atleta                    | Nazionalità | Tempo   | Note |
| --------- | ------ | ------------------------- | ----------- | ------- | ---- |
| 1         | 4      | Shi Jinglin               | Cina        | 2:23.75 | Q    |
| 2         | 5      | Hrafnhildur Lúthersdóttir | Islanda     | 2:25.11 |      |

### Finale
| Posizione | Corsia | Atleta                | Nazionalità | Tempo   | Note |
| --------- | ------ | --------------------- | ----------- | ------- | ---- |
| 1         | 3      | Kanako Watanabe       | Giappone    | 2:21.15 |      |
| 2         | 5      | Micah Lawrence        | Stati Uniti | 2:22.44 |      |
| 3         | 1      | Jessica Vall          | Spagna      | 2:22.76 |      |
| 3         | 4      | Rikke Møller Pedersen | Danimarca   | 2:22.76 |      |
| 3         | 8      | Shi Jinglin           | Cina        | 2:22.76 |      |
| 6         | 7      | Rie Kanetō            | Giappone    | 2:23.19 |      |
| 7         | 6      | Vitalina Simonova     | Russia      | 2:23.59 |      |
| 8         | 2      | Kierra Smith          | Canada      | 2:23.61 |      |